# Волжский государственный университет водного транспорта
Во́лжский госуда́рственный университе́т во́дного тра́нспорта имени адмирала М. П. Лазарева (ВГУВТ) — федеральное государственное бюджетное образовательное учреждение высшего образования системы Федерального агентства морского и речного транспорта, крупнейшее в Волго-Вятском регионе отраслевое образовательное учреждение, в состав которого входят: четыре филиала, пять средних специальных учебных заведений, центр обучения, переподготовки и повышения квалификации руководящих работников и специалистов водного транспорта, комплекс судовых тренажеров, сектор научных исследований. На начало 2010 года в академическом комплексе обучаются единовременно более восемнадцати тысяч студентов и курсантов. За свою историю ВГУВТ (ранее — ВГАВТ, ГИИВТ) подготовил более 46 тысяч специалистов.

## История университета
Университет имеет право выдавать документы об образовании государственного образца, присуждать ученые степени кандидата наук, осуществлять защиты докторских диссертаций.
В своем составе вуз имеет 3 факультета, один институт (ИЭУиП) и 26 кафедр.
Для летнего отдыха сотрудников и студентов университет располагает спортивно-оздоровительным лагерем «Водник» на побережье Горьковского моря.
Для размещения иногородних студентов в университете есть два общежития.
С 1984 г. университет располагает санаторием-профилакторием, расположенным по адресу: ул. Радужная, д. 10.
С 2002 года в вузе издается газета «Акватория».
В университете существует уникальный музей речного флота.
Один из корпусов университета располагается в здании бывшего Серафимовского дома призрения, построенного для престарелых священнослужителей в 1904—1905 годах на средства почетного гражданина Нижнего Новгорода Александра Приезжева. Строительство велось под руководством кафедрального протоиерея Алексея Порфирьева на территории Макарьевской богадельни. Здание дошло до наших дней в изменённом виде: надстроен третий этаж, утрачена звонница и главка с крестом домовой церкви, внутри сделана перепланировка.
Филиалом вуза является Рыбинское ордена «Знак Почета» училище имени В. И. Калашникова.

## Факультеты
Факультет судовождения
Готовит инженеров по специальности «Судовождение» для работы на морских и речных судах.
Учебный процесс осуществляется на основе современных методов и средств обучения и специализированных тренажеров в полном соответствии с требованиями Международной конвенции о подготовке и дипломировании моряков и несении вахты. Выпускники факультета работают в российских и зарубежных судоходных компаниях, их подготовка отвечает международным и профессиональным требованиям, многие из них стали капитанами морских и речных судов, руководителями крупных судоходных компаний.
Электромеханический факультет
Готовит инженеров по специальностям: «Эксплуатация судовых энергетических установок», «Эксплуатация судового электрооборудования и средств автоматики», «Эксплуатация перегрузочного оборудования портов и транспортных терминалов», «Техническая эксплуатация транспортного радиооборудования».
Выпускники факультета работают на предприятиях министерства транспорта, в конструкторских бюро, проектных организациях, занимают командные должности электромеханического направления на береговых предприятиях, в судоходных компаниях и бассейновых управлениях пути.
Факультет кораблестроения, гидротехники и защиты окружающей среды
Готовит инженеров по специальностям: «Кораблестроение», «Гидротехническое строительство (специализация „Водные пути, порты, водно-транспортные сооружения и сооружения на морском шельфе“)» и «Инженерная защита окружающей среды».
Выпускники факультета работают в конструкторских и проектных организациях, в судоходных компаниях, в бассейновых управлениях пути, на судостроительных и судоремонтных заводах, в других отраслях промышленности.
Институт экономики, управления и права (ИЭУиП)
Образован 1 сентября 2016 года на базе факультета экономики и управления и юридического факультета. Готовит специалистов по следующим направлениям: «Финансы и кредит», «Бухгалтерский учёт, анализ и аудит», «Экономика и управление на предприятии транспорта», «Менеджмент организации», «Организация перевозок и управление на транспорте», «Юриспруденция». Выпускники работают в судоходных компаниях, портах, бассейновых управлениях водных путей и судоходства, в аналитических, ревизионных службах, в аудиторских, консалтинговых, маркетинговых фирмах. Они возглавляют банки, налоговые инспекции, организации различных форм собственности, являются ведущими специалистами на многих предприятиях страны. Выпускники-юристы трудятся в правоохранительных органах, государственных и муниципальных учреждениях.